# 사루가쿠
사루가쿠(일본어: 猿楽)는 헤이안 시대부터 무로마치 시대에 걸쳐 유행한 일본의 예능이다.
산가쿠(散楽)에는 흉내를 내는 요소가 많았기 때문에 '원숭이 원(猿)'자를 쓰게 됐으리라고 여겨지며, 헤이안 시대에는 산가쿠와 동일한 예능을 의미하였다. 헤이안 말기에서 가마쿠라 시대로 접어들자 사루가쿠의 곡예 부분은 덴가쿠(田樂)에 편입되고, 거기서 독자적인 예능으로 재출발하게 되었다. 사루가쿠에는 종교성도 있어서, 차츰 신사나 사원에 예능을 가지고 봉사하게 되었고, 전업적인 예단조직(藝團組織：좌)도 생겨나, 이것이 좌(座)끼리의 경쟁으로부터 큰 신사 및 사찰의 보호를 받게 되고, 그 지역에 있어서의 독점권을 쥐게 했다. 야마토원악(大和猿樂)·오미원악(近江猿樂)·담바원악(丹波猿樂)·우지원악(宇治猿樂)·셋츠원악(攝津猿樂) 등이 유명하다.
이같은 하나의 세력을 가졌다는 것은 원악예(猿樂藝)를 발전시키는 결과가 되고 덴가쿠(田樂)·엔넨(延年)의 후류(風流)·구세마이(曲舞) 등의 영향으로 단지 흉내만을 내는 가무적인 기예로부터 극적 내용을 가진 희곡으로, 즉 노(能)로 성장했으며, 다시금 이것은 노(能)와 교겐(狂言)으로 나뉘면서 오늘에 이르고 있다.

## 참고 자료
- 이 문서에는 다음커뮤니케이션(현 카카오)에서 GFDL 또는 CC-SA 라이선스로 배포한 글로벌 세계대백과사전의 내용을 기초로 작성된 글이 포함되어 있습니다.